# Collegio di Mid Cheshire
Mid Cheshire è un collegio elettorale inglese, situato nel Cheshire, rappresentato alla camera dei Comuni del parlamento del Regno Unito. Elegge un membro del parlamento con il sistema maggioritario a turno unico; l'attuale parlamentare è Andrew Cooper del Partito Laburista, che rappresenta il collegio dal 2024.
Il collegio, dopo essere stato in vigore dal 1868 al 1885, è stato re-istituito nel 2024 con la revisione dei collegi di Westminster, acquisendo parti dei collegi di Congleton, Eddisbury e Weaver Vale.

## Estensione
- 1858-1885: le centine di Bucklow e Northwich
- dal 2024: il ward di Middlewich del borgo di Cheshire East e i ward di Davenham, Moulton and Kingsmead, Hartford and Greenbank, Northwich Leftwich, Northwich Winnington and Castle, Northwich Witton, Rudheath, Winsford Dene, Winsford Gravel, Winsford Over and Verdin, Winsford Swanlow e  Winsford Wharton del borgo di Cheshire West and Chester.

Il collegio comprende le seguenti città del Cheshire, oltre ai villaggi e aree rurali circostanti:
- Middlewich, proveniente dal collegio di Congleton;
- Northwich, proveniente dal collegio di Weaver Vale (ora abolito, e la cui area in gran parte è confluita nel nuovo collegio di Runcorn and Helsby);
- Winsford, proveniente dal collegio di Eddisbury (ridenominato Chester South and Eddisbury).[1]

## Membri del parlamento
| Elezione | Elezione                | Elezione     | Primo membro           | Primo partito    | Secondo membro   | Secondo partito  |
| -------- | ----------------------- | ------------ | ---------------------- | ---------------- | ---------------- | ---------------- |
|          |                         | 1868         | Hon. Wilbraham Egerton | Conservatore     | George Legh      | Conservatore     |
| 1873 (S) | Egerton Leigh           | Conservatore | Hon. Wilbraham Egerton | Conservatore     |                  |                  |
| 1876 (S) | Piers Egerton-Warburton | Conservatore | Hon. Wilbraham Egerton | Conservatore     |                  |                  |
| 1883 (S) | Piers Egerton-Warburton | Conservatore | Hon. Alan Egerton      | Conservatore     |                  |                  |
|          |                         | 1885         | Collegio abolito       | Collegio abolito | Collegio abolito | Collegio abolito |

| Elezione | Elezione | Deputato      | Partito   |
| -------- | -------- | ------------- | --------- |
|          | 2024     | Andrew Cooper | Laburista |

## Risultati elettorali

### Elezioni negli anni 2020
| Partito                    | Partito                                      | Candidato                  | Risultati 4 luglio 2024 | Risultati 4 luglio 2024 |
| Partito                    | Partito                                      | Candidato                  | Voti                    | %                       |
| -------------------------- | -------------------------------------------- | -------------------------- | ----------------------- | ----------------------- |
|                            | Laburista                                    | Andrew Cooper              | 18 457                  | 44,47                   |
|                            | Conservatore                                 | Charles Fifield            | 9 530                   | 22,96                   |
|                            | Reform UK                                    | Emma Guy                   | 7 967                   | 19,19                   |
|                            | Lib Dem                                      | Jack Price-Harbach         | 2 465                   | 5,94                    |
|                            | Verde                                        | Mark Green                 | 1 967                   | 4,74                    |
|                            | Indipendente                                 | Helen Clawson              | 850                     | 2,05                    |
|                            | Indipendente                                 | Stella Mellor              | 273                     | 0,66                    |
|                            |                                              |                            |                         |                         |
| Iscritti                   | Iscritti                                     | Iscritti                   | 70 384                  | 100,00                  |
| ↳ Votanti (% su iscritti)  | ↳ Votanti (% su iscritti)                    | ↳ Votanti (% su iscritti)  | 41 624                  | 59,14                   |
| ↳ Astenuti (% su iscritti) | ↳ Astenuti (% su iscritti)                   | ↳ Astenuti (% su iscritti) | 28 760                  | 40,86                   |
|                            |                                              |                            |                         |                         |
|                            | Esito: collegio a Laburista (nuovo collegio) |                            |                         |                         |